# Stazione di Campolattaro
La stazione di Campolattaro è la fermata ferroviaria della linea Benevento-Campobasso al servizio del comune di Campolattaro, in cui è sita nella parte alta dell'abitato.

## Storia
La stazione, inaugurata il 12 febbraio 1882, si trova sulla ferrovia Benevento - Campobasso, alla fine degli anni 1990 venne declassata a fermata. Venne infine soppressa a partire dall'orario 2008.
Dal 2018 è nuovamente in esercizio, assieme alla ferrovia, a fini turistici.

## Strutture e impianti
La stazione è composta da un fabbricato viaggiatori a due piani e dal singolo binario per il transito dei treni. In passato era una stazione vera e propria, avendo un altro binario ed uno scalo merci servito da dei tronchini; tutto ciò venne asportato alla fine degli anni 1990, con il declassamento a fermata.

## Movimento
Fino al boom del trasporto su gomma la stazione mantenne un buon traffico, sia merci che passeggeri.